# エスケヱプ・スピヰド
エスケヱプ・スピヰド（えすけえぷ すぴいど）は、電撃文庫のライトノベル。作者は九岡望。イラストは吟。電撃文庫（アスキー・メディアワークス→KADOKAWA）より2012年2月から2015年4月まで刊行された。
第18回電撃小説大賞大賞受賞作。第2回ラノベ好き書店員大賞にて5位を獲得。『このライトノベルがすごい！』作品部門では2015年版で7位、2016年版で10位獲得。
近未来の世界を舞台にして、昆虫（一部異なる）を模したメカに乗りこむサイボーグらの戦いを描く。

## あらすじ
昭和101年、20年前の戦争により荒廃した「八洲（やしま）」国、かつて八洲軍の最終防衛線であった軍事都市「尽天」は、廃墟の市街を暴走した戦闘機械が徘徊する危険な場所となっていた。冷凍睡眠から目覚めた僅かな生存者たちが街の探索を行う中、生存者の一人である少女「叶葉」は暴走機械に襲われる途中で巨大な機械仕掛けの虫とともに眠る少年に出会う。少年は八洲軍の開発した超級戦略兵器「鬼虫」の一機である九曜（くよう）。九曜は20年前、同じ鬼虫の竜胆（りんどう）に襲われ、修復のため長い間休眠状態にあったのだ、九曜は叶葉（かなは）たち尽天の住民のため、今なお尽天の空を閉ざす竜胆との決戦に挑む。

## 登場人物
九曜（くよう）
本作の主人公。鬼虫九番式。二つ名は「金翅（きんし）の九曜」。外見は16歳相当。一人称は「小生」。融通が利かない生真面目な性格、本来は心優しいが不器用なせいでなかなか表に出ない。感情を兵器として不要な物と考えていたが、叶葉との交流を通じて次第に人としての心を取り戻していく。特攻術は強力な電流、電気を操作する「電磁制御（エレキテル）」、軍刀を使った近接戦を得意とする。所持している軍刀は八洲軍九八式外装、切先両刃「兼正」。「兼正」が破壊された後には星鉄を用いた流星刀「紫電」を使用する。副武装として左腕の篭手にニードルガン（5巻以降は義手に装備）を装備している。かつては八洲の士官学校生、宿真一（やどりしんいち）であったが、空爆で家族を失い、自らも重症を負ってしまう。燃え盛る街を彷徨っていた所を出撃していた竜胆に出会い、適性を認められて鬼虫となる。戦争末期に竜胆とともに尽天へ投入されたが、戦争が集結した昭和81年7月末の夜、突如敵対した竜胆に襲われて鎧袖一触に敗れ、北部第四工廠に逃げこみ休止状態に入った。20年後、叶葉らに発見されて休止状態から回復し、竜胆を倒すために安東らのもとで虫の修理を受ける。竜胆との死戦に臨み、相討ちとなって虫を失うも辛うじて生還した。その後叶葉に従って尽天から東京へ発つ。
　東京では何日か叶葉の用心棒をしていたが、東京にいた巴と剣菱に再会、鴇子を追う謎の組織の存在を知り新たな戦いに身を投じる（2巻）。2巻で電磁制御能力の精密操作によって刀に電流を纏わせ攻撃する「戦術電刃（イナズマ）」、１巻 - 4巻で電磁制御で意識を高速化する「擬似神経加速（タキオン・エミュレート）」を、5巻では光を直に制御する新たな特攻術「光子制御（エーテル）」を身につけた。
叶葉（かなは）
本作のヒロイン。尽天に住んでいた少女。戦中、10歳のとき空襲で親が死亡し、ある商家に拾われ4年間働いたが、商家の主が借金から夜逃げしたために遊郭に売られた。花街で客を取らされそうな所に偶然通りかかった伍長に身請けされる。伍長とともに暮らして1年後、尽天の地下で冷凍睡眠につき戦後昭和101年に目覚める。数え年では35歳だが、冷凍睡眠期を除く実年齢は1巻の時点で15歳。探索班の一人として大人たちと外に出ていた際に北部第四工廠に入り、そこで休止状態にあった九曜を発見した。以後、なりゆきで九曜の臨時司令となる。九曜と竜胆との戦いののち、九曜を連れて東京におもむいた。「背は低めで童顔で、少したれ気味の豆芝のような目」。幼少期からの紆余曲折で磨かれた家事の腕はかなりのもの。
　東京では、偶然訪れた捨て屋で働くようになり、嵓木基地での一戦のあと可児のつてで九曜・鴇子・菊丸とともに要塞アパートに住むことになった。

### 尽天
安東稔（あんどう みのる）
尽天に残る住民のうち、冷凍睡眠から最初に（昭和99年）回復した老人。戦中は「整備課特務少尉」として鬼虫整備に携わったベテランの整備士で、九曜とも面識がある。
安東菘（あんどう すずな）
尽天に住んでいた少女。安東の孫。1巻の時点で34歳。祖父の下で機械の整備を手伝っている。昭和99年に冷凍睡眠から回復したため見た目は16歳相当であるが、実年齢は叶葉より1歳年下。叶葉の友人。蜂のデータをもって叶葉を追い、要塞アパートの5人目の住人となる。
綱島（つなじま）
尽天に残る住民の一人で、探索班（地上に出て外部を歩き回り、資材の収集や安全の確認を行う複数人のグループ）のリーダーをしている中年（1巻）。2巻以後も尽天で住民の生活圏の拡大に力を注いだ。
伍長（ごちょう）
尽天にいた兵士。戦中、叶葉を引き取り1年ほど面倒を見ていたが、戦争末期に「お前は生きろ」と言い残して出撃。叶葉が冷凍睡眠につく前後に戦死したとされる。

### 東京
蓮宮鴇子（はすのみや ときこ）
八洲国第三皇女を自称する少女。正体は本物の第三皇女鴇子の影武者として作られたクローン人間。昭和77年から開始した計画で作られたクローンの417番目の個体で、唯一記憶まで含めたクローンとして成功し、101年に基地を出て東京を徘徊していた。こそ泥をしてしばらく暮らしていたが、東京に来て間もない九曜と出会い、成り行きから彼らと行動をともにするようになる。欠けている記憶の中で覚えていた「くらぎ」という言葉から、九曜らと巴・剣菱は東京にある嵓木（くらぎ）基地に向かい、黒塚部隊の存在と自らの真実を知る。その後可児たち東京政府に保護され、捨て屋で働く事になる。本物の鴇子の記憶を部分的に有しており、その中の星鉄に関する記憶が3巻で大きな影響をもたらす。
本物の鴇子は昭和101年の時点で41歳。病気で亡くなったことは7巻で明かされた。
菊丸（きくまる）
鴇子を護衛する機械兵。年代物のためか言語能力が損なわれている。本物の鴇子を幼少から見守っていたが、病の床にあった彼女から自身のクローンを守るように頼まれ長期の機能停止を経て戦後嵓木基地で目覚める。今は亡き主の遺言に従ってクローンの鴇子につき従っていたが、次第に彼女に愛着を抱くようになる。3巻で中央管理局によって改修・強化された。要人護衛を目的として度重なる改修を経た結果、体格は一般的な機械兵よりも一回り大きく、性能面でも九曜に追随するほどの能力を有するに至った。膂力はすさまじく、手足を使い捨てで発射する「ロケットパンチ」（後にワイヤーを追加し、回収可能となる）をはじめ全身に圧搾空気を利用した様々な隠し武器を持つ。
可児哲郎（かに てつろう）
中央管理局に属する壮年。1巻では、破壊された各都市と東京との通信を行う「生存者探索班」についており、安東らを見つけ出し、尽天に向かったが竜胆に阻まれ、一度東京に帰った。その後竜胆を破ったとの報を受け、救援物資をとどけた。生存者探索班はなにゆえか東京の治安維持も行っており、2巻では9月末 - 10月初頭、東京で戦闘があった現場にかけつけ、九曜、叶葉、鴇子、菊丸を保護した。その直後にあたる3巻では、組織の改編で新設された「渉外課」に配属され、九曜と管理局のパイプ役となった。
島田宗吾（しまだ そうご）
中央管理局特別渉外課室長。70歳でありながら筋骨隆々の体躯を持つ。安東とは縁が深い。5巻で安東は「奴は死んだはず」と語っているが、詳細は不明。
喜助（きすけ）・葉一（よういち）・芽衣（めい）
東京に住む子ども。廃墟区に入って機械兵に襲われたところを九曜に助けられた。
百舌喜久乃（もず きくの）
中央管理局に属する技官。25歳弱とみられる。父は巴のもとで働く技官であったが、20年前に失踪し黒塚部隊に与した。
捨三（すてぞう）
東京の下町にある「捨て屋」という場末の飯屋の主人。

### 鬼虫
竜胆（りんどう）
人間時代の本名は阿達静馬。鬼虫壱番式。二つ名は「四天（してん）の竜胆」。見た目は20代前半の銀髪の青年。9人の鬼虫の長兄格で他の8人にも一目おかれる存在。兵器である鬼虫を律するため「人としての意思」を何よりも重視している。戦争末期に九曜とともに尽天に投入された。戦争の終結を察し、兵器としての自己が揺らぎ不安定な九曜がいずれ暴走することを危惧。彼を一時的に撃破し強制的に休眠状態に追い込んだ。それ以後は九曜が目覚めるまでの20年間ただ一人で尽天を封鎖し続けていた。昭和101年、復活した九曜に戦う意味を問いつつ激戦を繰り広げる。最後は蜂に破れ、九曜に生きて進むことを諭し海に沈んだ。人型部分は主脳以外きれいに残っており、安東らがサルベージした残骸は中央管理局に引き渡されるも、移送途中で黒塚部隊に強奪された。5巻で復活し、黒塚部隊に操られる敵として現れる。
巴（ともえ）
人間時代の本名は片霧巴月。鬼虫弐番式。二つ名は「羅刹（らせつ）の巴」。艶やかな振り袖を纏った妙齢の美女。鬼虫を開発した天才技術者でありながら、みずからサイボーグ化して鬼虫の一人となったマッドサイエンティスト。戦争末期、激戦の末帝国の基地を制圧したものの、損傷が大きく身動きが取れなくなったた。この時エネルギー節約のため自身を10歳程度の少女の姿に作りかえた。戦後は帝國との交渉を経て昭和100年12月に八洲の地を踏む。なおこの間経緯は不明ながら剣菱を救出し、修理している。秘密裏に量産型鬼虫を開発した組織があることを知り、東京を拠点に調査していたが、101年9月九曜と再開。一時的に合流した（2巻）。黒塚部隊の存在を知って以後は九曜に情報を流しつつ、しばらく独自に行動したが、虎杖の宣戦布告を受けて中央管理局に協力して黒塚部隊と戦う。かわいらしい容姿に反して奇矯な言動が多く、天才ゆえの無神経さで煙たがられることも多い。また若干同性愛志向で、少女を触りまわしてかわいがる悪癖がある。3巻では叶葉らの入浴の盗撮も行ったほど。
技術者として自らの作品である「鬼虫」という存在をことのほか愛しており、それゆえに「量産型（＝まがい物）の鬼虫」であるところの「甲虫」と、それを生み出した黒塚部隊を憎悪している。
剣菱（けんびし）
人間時代の本名は朽木才蔵。鬼虫参番式。二つ名は「夜叉（やしゃ）の剣菱」。戦争末期に帝国領で戦い死亡したが、奇跡的に巴に救出・蘇生され、以後行動をともにしている。見た目は20代半ばの飄々とした青年。長身でひょろ長い手足が特徴で普段はやる気のなさそうな物腰をしている。本性は強敵との闘いを好む凄腕の剣士、常に携えた2刀とそれを用いた神速の剣術を駆使して戦う。戦中、九曜に剣術を教えた。
井筒（いづつ）
鬼虫四番式。人間時代の本名は兵頭仁。二つ名は「弩将（どしょう）の井筒」。見た目は20 - 23歳程度。粗暴な性格で言動は不良じみているが、義侠心には熱く一本筋の通った性格。起動直後から何十回も竜胆に勝負を挑んだがその度に完敗し、最後には潔く自らの負けを認める。それ以来竜胆と巴に頭が上がらずそれぞれを「兄貴」「姉御」と呼び、一方で楓、柊、九曜をやや下に見ていた（ただしこれは『女子供を戦場に出すべきではない』という彼自身の信念によるところも大きい）。戦争末期に死亡。戦後に残骸が回収され、登坂研究所に保存されていたが、4巻で復活した。また、ガラの悪い外見に反して実は大の甘党である。
万字（まんじ）
鬼虫伍番式。人間時代の本名は五所川原龍之介。二つ名は「奔王（ほんおう）の万字」。4巻までは九曜の回想のみで登場。変人で知られる2m近い長身痩躯の男で、事あるごとに体に見合わない小さな字でメモを取る癖がある。言葉という存在を深く愛し、暇さえあれば資料室にこもって（いつになっても完成しない）小説の執筆にいそしんでいた。戦争末期、特別攻撃術「火焔操作（フロギストン）」を使い、帝国の部隊を道連れに自爆して死亡。遺体はほぼ消し炭の塊となって四散し、のちに八洲が捜索によって見つけた片腕が登坂研究所に保存されている。もう片方の腕は虎杖が独自に回収し、久留守に渡した。
庵（いおり）
人間時代の本名は有坂清次、鬼虫六番式。二つ名は「鉤行（こうぎょう）の庵」。4巻までは九曜の回想のみで登場。鬼虫となる前は囚人で、罪状は殺人と放火（夫とその両親に虐待されて自殺した姉の死の復讐に、夫の家族全員を殺害した）、処刑前に鬼虫の一員になった。本職は猟師で物静かで銃に親しむ性分だったらしい。記録上は戦争末期に死亡したが、5巻で黒塚部隊と行動を共にしていることが明かされた。
楓（かえで）
人間時代の本名は白幡霞、鬼虫七番式。二つ名は「霖鬼（りんき）の楓」。4巻までは九曜の回想のみで登場。見た目は18 - 22歳程度の、楚々とした大和撫子。改造前は盲人だったが、サイボーグ化後も視覚を回復させていない。盲目ながら特攻術の力で知覚に優れ、九曜を一蹴するほどの近接能力を持つ。人型のときは槍を好んで使用している。記録上は戦争末期に死亡したが、5巻で黒塚部隊に利用されていることが判明した。
柊（ひいらぎ）
鬼虫八番式。人間時代の本名は幸村陽緒。二つ名は「無明（むみょう）の柊」。4巻までは九曜の回想、及び電撃文庫マガジンの番外編(単行本未収録)のみで登場。冬のように儚げな印象を与えるお茶目な少女。茫洋とした振る舞いの中で時折見せる芯を衝いた言葉は竜胆に感慨を抱かせるほど。九曜の事を特別に思っているが、兵器であることに拘る九曜がそれに気付くことはなかった。もとは孤児で、財政難にあった孤児院を立て直すために報奨金を目当てに志願した。1巻で九曜より1つ年上とあるので見た目は17歳程度と見られる。戦争末期の作戦中、特攻術を開放して核爆発を凍結させ、以来爆心地である落地で20年の間氷に封じられていた。6巻で黒塚部隊に回収されそうなところを九曜に奪還された。

### 特四〇四旅団/黒塚部隊
虎杖（いたどり）／黒塚夕馬（くろづか せきま）／阿達夕馬（あだち　せきま）
黒塚部隊の隊長。甲虫式特機一号丸「兜（かぶと）」を使う。本名は阿達夕馬、竜胆こと阿達静馬の実兄である。戦傷によってサイボーグ化された父を殺害したことをきっかけに人間の「有用性」について独自の哲学を持つ。自然消滅した帝国との戦争を再開させ、八洲の勝利を以ってこれに決着をつけることを最終的な目的として活動している。
烏帽子（えぼし）／島田宗吾
黒塚部隊の幹部。甲虫式特機二号丸「金亀（こがね）」を使う。「烏帽子」という名前自体は、黒塚部隊の関係者が協力者やその候補と目された相手に接触する際に使用する偽名でもある。強敵との果たし合いに歓喜を覚える戦闘狂、その戦闘スタイルから傷を受けることが少ないためか、稀に怪我をしたときにはその激痛を思い切り味わおうとするという奇怪な趣味を持っている。「鬼の住む場所」として虎杖に黒塚の名を勧めたのも彼である。
久留守（くるす）／大嶺ミナ　
黒塚部隊の隊員。甲虫式特機三号丸「蛍（ほたる）」を使う。分厚い外套を纏った表情に乏しい少女。戦時中に焼け出された街から万字に保護され彼を慕っていたが、彼の戦死をきっかけに黒塚部隊に入り機械化処理を受けた。4巻で井筒に敗北して九曜に助けられ、登坂研究所で捕虜となる。
日足（ひあし）／苅場照太（かりば しょうた）
黒塚部隊の隊員。甲虫式特機四号丸「天道（てんとう）」を使う。見た目は12 - 15歳程度の生意気な少年。4巻で剣菱に敗北して捕らえられるが、5巻で脱走した。
朧（おぼろ）／空閑透（くが とおる）
黒塚部隊の隊員。甲虫式特機五号丸「鍬形（くわがた）」を使う。「疑似・神経加速」を即興で模倣するなど圧倒的な戦闘力を持ち、竜胆に「自分では奴には勝てまい」と思わせたほど。「自分が振るっても壊れないから」という理由でサーベル拵えに仕立てた無銘の同田貫を武器とし、またコートの裏には投擲用に膨大な数の銃剣を仕込んでいる。その正体は叶葉の主人であった軍人「伍長」、花街で叶葉を拾ったのは彼女に空襲で死んだ妹「譲葉」の面影を見たためである。
蓮宮鵠子（はすのみや　こうこ）
八洲国第一皇女。経緯は不明ながら、黒塚部隊と行動を共にする。

### その他
帝（みかど）
八洲国の君主。昭和101年の所在は不明。7巻時点でもう死亡していると明かされた。

## 用語
八洲（やしま）国
作中に登場する国。極東の島国で、君主制を取っている。戦争により甚大な被害を受け、終戦後の現在、復興の最中にある。人工知能と人体の機械化の技術が非常に発達しており、自律的に行動する機械が実用化され、人間も体の一部を機械化することが医療行為の延長として行われている。ほかに冷凍睡眠も普及している。生産力で優越する帝国に対し、量に質で対抗することを目標として八洲国が開発したのが鬼虫である。
尽天（じんてん）
八洲南部の臨海都市。戦中重要拠点となり、壊滅した。1巻の舞台。戦中に住民の大部分が避難しており、残った住民は冷凍睡眠についた。1巻の時点で、そのうち約50人が先に回復して地上で活動している。2巻以後東京からの補給を受け、冷凍睡眠下にある他の住民も次第に回復している。
東京（とうきょう）
八洲国の首都。戦中被害が少なかったため、八洲の都市の中でもっとも復興が進んでおり、周囲から労働力が流入して活気を見せている。皇族の屋敷があり、また政治上の中枢機能が集まっている「御所」、治安がある程度よく、復興が進んでいる「下街（したまち）」、復興が遅れている「廃墟区」の三つの区域からなる。地下には多くの施設が建造されており、それを結ぶ道路網がはりめぐらされているが、そのことは公には秘匿されている。
帝都中央管理局（ていとちゅうおうかんりきょく）
中央政府に類する組織。行政をつかさどるが、中央管理局の行政が直接及んでいるのは関東のみ。
戦争
昭和74年から昭和81年にかけて行われた世界規模の戦争。作中で決まった名前を持たない（「戦争」、あの戦争、先の戦など書かれている）が、この記事では仮に「戦争」と呼ぶ。八洲国は帝国と戦い、生産力で圧倒的な劣勢に立たされていたが、激しい消耗戦による両国の疲弊で、作中の現在ではなし崩し的に休戦状態にある。
帝国
戦争で八洲国と戦った国。2巻に「米帝と呼ばれた」とあるのでアメリカ合衆国に当たるとみられる。圧倒的な生産力を生かした物量戦を得意としたが、戦争中は強大な戦闘力を誇る九機の鬼虫を前に多くの兵力をすり潰され、その国力を大きく消耗した。現在はこれも再建の途上にあり、条件付ながら八洲国との正式な終戦を望んでいる。
年齢
八洲では一部で冷凍睡眠が行われているため、ある身体的な年齢（老化の程度）と社会的な年齢（出生から時間がどの程度経過したか） は食い違うことがありうる。
鬼虫は老化しないため、年齢は存在しない。素体となった人間の、サイボーグ化の時点の年齢はそれぞれ異なる。
昭和（しょうわ）
八洲国で用いられている年号。1巻開始の時点で昭和101年。一人の君主が100年在位するのは不自然なため何らかの経緯があると見られるが不明。
登坂研究所（とさかけんきゅうじょ）
東京の中心部にある研究所。鬼虫の残骸を保存している。
特四〇四旅団（とくよんまるよんりょだん）／黒塚部隊（くろづかぶたい）
虎杖の率いる私兵部隊。元は軍の汚れ仕事を担う工作部隊だったが、戦中から次第に虎杖の支配下に置かれる。現在は虎杖の野望の下に戦争を再開せんと暗躍する。甲虫を開発する技術力と技術者、また非合法の生産設備を持ち、中央管理局にも内通者を有している。
要塞アパート
戦争で破壊されずに残った集合住宅を大規模に改修した建造物を指す通称。元はただのアパートだったと思われるが、戦後の混乱の中で無軌道な増改築が繰り返された結果、遠目には要塞とも見まごうシルエットを持つようになった。2巻以降、九曜、叶葉らが生活拠点とする。

## 兵器

### 鬼虫（きちゅう）
八洲国軍が対帝国戦の切り札として開発した超兵器。一機一機が戦略級の戦闘力を持つ。9機（9人）あり、戦争時に各方面の戦場に投入され、蜻蛉以外は大破または死亡した。数メートル単位の大きさの機体「虫（むし）」と、人型のサイボーグである本体の二つからなり、本体は単独で行動できる。虫は、本体が内部に搭乗し、虫に搭載されているコンピューター（副脳）と本体の頭脳（主脳）を接続して操縦する。虫と本体の片方のみ、または本体が虫に搭乗した状態をさして鬼虫と呼ぶ。個々の鬼虫の呼び方は (1)「○番式」＋「」内の名 (2)「」内のみ (3)本体の個人名 (4)個人名の前に「○○の」がついた二つ名 の四通りが作中で行われている。二つ名は大局将棋の駒の名前からとっている。なお、竜胆、巴、剣菱は「最初の三人」と併称されることもある。
- 壱番式「蜻蛉（とんぼ）」／（四天の）竜胆
- 弐番式「蜘蛛（くも）」／（羅刹の）巴
- 参番式「蟷螂（かまきり）」／（夜叉の）剣菱
- 四番式「蜈蚣（むかで）」／（弩将の）井筒
- 伍番式「蛾（が）」／（奔王の）万字
- 六番式「蟋蟀（こおろぎ）」／（鉤行の）庵
- 七番式「蟻（あり）」／（霖鬼の）楓
- 八番式「蜉蝣（かげろう）」／（無明の）柊
- 九番式「蜂（はち）」／（金翅の）九曜

虫は、ナノマシンでできた超技術の金属「水鉄（みずかね）」を装甲に用いており、蜻蛉、蜂など空戦用の機体は反重力を利用した超技術の羽「反重翅（はんじゅうし）」を装備している。鬼虫の技術は戦中に散逸し、現存しない。主脳と副脳には星鉄（後述）という特殊な金属を用いており、鬼虫は星鉄の特殊な作用を利用した「特別攻撃術」（後述）という特殊な能力を使用できる。
本体は、発達した技術を応用し人体を改造したサイボーグで、外見は改造を受けたときの年齢に合わせてあり、量産型の機械兵を圧倒する超人的な能力を持つ。頭脳も改造されているため人間性はかなり失われているが、改造前の記憶・感情は一部引き継いでいる。
蜻蛉（とんぼ）
最速にして最強の鬼虫。 トンボを模した形をしており、胴は黒色、羽が銀色、複眼が青緑色。空戦用の指揮官機として設計されている。固定武装は皆無だが、水鉄の分子1個レベルまで精密に干渉、操作する事で変幻自在の刃として操る。特別攻撃術は「神経加速（タキオン）」、発動することで世界が止まって見えるほどにまで知覚能力・思考速度を加速する事が可能。壱番式として試作機、実験機の性格が強い本機は本来は後発の鬼虫を指揮することを目的として開発されており、本格的な戦闘は想定されていなかった。一方でデータ収集と指揮官の生存性を目的に多量の水鉄を装備しており、特攻術を利用した水鉄の精密操作を竜胆が思いついたことをきっかけに最新型の蜂をも凌ぐ鬼虫の最高戦力となった。指揮管制のため元々高度な演算能力をタキオンで加速しているが、分子単位の精密操作の実現には竜胆の想像を絶する研鑽があったとされる。常に最適な形状をとる水鉄を使った攻防一体の戦法は「移動する結界」、「斬幕」とも称され、あらゆる遠距離攻撃を無効化すると共に射程範囲(九曜の見立てでは蜻蛉を中心とした最低250ｍ、ただし水鉄を集中すればさらに延長可能。)に入れば蜂ですら三秒と持たない。またタキオンを操る竜胆は戦闘時に誤謬を犯すことはまずなく、正面から蜻蛉を撃破するのは不可能に近い。1巻で蜂に敗れ、可児の支援で安東らが回収したが、黒塚部隊に奪取された。
蜘蛛（くも）
クモを模した形をしている。全長約5メートルの陸戦型。超技術のワイヤーを多数発射し、攻撃対象の捕獲や自己の移動をに用いる。特別攻撃術は「毒物操作（エレメント）」で、致死性、催眠など様々な特性を持つ毒の霧を操る。また、メカニズムは不明ながらこの能力でハッキングも可能。戦争末期、大陸で帝国側の大規模な基地に突入しこれを無力化したが、損傷も激しく機能を停止した。その後巴が復旧し、秘密裏に八洲本土へ帰還する。
蟷螂（かまきり）
カマキリを模した形をしている。陸戦型で近接戦闘に特化した鬼虫。武装は前肢の鎌に装備した長大な刃のみで、高い機動力を活かした斬撃で敵を切り伏せる。特別攻撃術は「超振動（ジェット）」、刃に高振動を付加することで摩擦を限りなくゼロに近づけ、およそあらゆる物質を易易と切り裂く。前肢の刃は交換式で、本物のカマキリなら後翅が存在する位置に大量の替え刃が格納されている。飛び道具は装備していないが、刃を投擲する事である程度は対応可能。戦争末期、膨大な数の敵軍に単騎で切込み、多数の敵を撃破して自らも大破。瀕死のところを巴に救出・修復され、蜘蛛とともに八洲に帰還する。
蜈蚣（むかで）
ムカデを模した形をしている。鬼虫の中で最も大きく、遠距離火力戦を主眼において展開式四十六糎加農砲を始めとする膨大な火器を全身に搭載している。ただしあまりの重武装に一度の戦闘で大量の弾薬を消費するという欠点がある。特別攻撃術の「多重砲塔（ドレッドノート）」は、「神経加速」に近く全身の兵器系統を統一して管制・制御する能力。戦争末期、押し寄せる帝国の大軍を前に傷ついた友軍をかばって壮絶な立ち往生を遂げた。4巻で巴らによって修繕され、井筒の（多分に荒療治的な）呼びかけで復活する。戦闘中に八洲軍の軍歌を流すのを好むなど、副脳の人格がかなり個性的なのが特徴。
蛾（が）
ガを模した形をしている。火炎を自在に操る特別攻撃術「火焔操作（フロギストン）」によって生成される火炎弾（ナパーム弾）を用いた近接航空支援を専門とする戦術爆撃機。前述の通り、戦争末期に火焔操作で生み出した炎を纏って陸上戦艦を含む敵部隊に突入、自爆して果てた。
蟋蟀（こおろぎ）
コオロギを模した形をしている。蜻蛉のセンサーですら欺く完全隠蔽を可能とする特別攻撃術「幻影擬態（ファントム）」で身を隠し、腹部に搭載された長大な狙撃砲を用いて遠距離狙撃を行う。
蟻（あり）
アリを模した形をしている。女王アリを思わせる親機と、それよりふた回り小さい無数の子機から成る。戦闘時は特別攻撃術「知覚擬験（シムステイム）」を用いて展開した子機と中枢の親機を結ぶ巨大な戦術ネットワークを形成し、一般部隊を含む友軍の戦闘を情報面で支援する。
蜉蝣（かげろう）
カゲロウを模した形をしている。特別攻撃術は「凍結結界（ゼロ）」、物質の運動量を操作することで強力な冷気を発生させ、あらゆるものを凍結、停止させる。戦争末期、能力を最大開放し帝国の核攻撃を凍結させるが、爆心地である都市「落地」は20年間も吹雪が吹き荒れる極低温地域になった。
蜂（はち）
ハチを模した形をしている。全長約9メートル。空戦用。武装は帯電した小型の弾丸を多数発射するニードルガンと、蜂の針の位置に搭載された大電力を使う電磁投射砲(レールガン)の二つ。特別攻撃術は「電磁制御（エレキテル）」で、虫に乗った状態でも電流を送りこむことが可能。1巻の竜胆との戦いで破壊されたが、可児の支援で安東らが回収。登坂研究所で修理され、5巻で復活する。
特別攻撃術（とくべつこうげきじゅつ）
鬼虫および一部甲虫が持っている特殊能力。略称は特攻術。鬼虫ごとに異なる。鬼虫の場合は操縦者と星鉄との反応で生じるもので、物理法則を完全に無視した現象が生じる。出力は下がるが人型の状態でも使用可能。特攻術を限度を超えて使用すると能力の「臨界突破現象」が起こり、現象を起こした鬼虫（及び甲虫特機）は自滅する。ただし機能停止までの僅かな時間、特攻術の出力は飛躍的に向上する。作中自発的に臨界突破現象を起こしたのは八番式「蜉蝣」こと柊のみ。
星鉄（ほしがね）
隕鉄を加工して精製される特殊な金属。主脳と副脳の情報伝達のシステムの要となる物質であり、特別攻撃術を生じさせる原因でもある。

### 甲虫（こうちゅう）
鬼虫の技術をもとにして黒塚部隊が開発した鬼虫の同型兵器。設計には百舌を始め片桐巴月を除く鬼虫の設計班が参加し、鬼虫の設計や戦訓を反映した発展量産型と言える。量産型は資金と技術の関係で水鉄・反重翅を持たず、武装も汎用兵器の流用が多い。一方で後述の「特機」は鬼虫と互角に渡り合うほどの高性能を誇る。作中では「甲虫式○○」と呼称することが多い。既存技術を応用して作った専用の機械兵で操縦する量産機と、鬼虫と同様に改造人間が操縦する特別攻撃術を使用可能な「特機」がある。特機は全5機が建造された。

#### 特機
兜（かぶと）
カブトムシを模した甲虫、特機一号丸。搭乗者は虎杖。量産を前提とした甲虫の開発コンセプトに則り、高い基本性能と拡張性を両立した理想的な隊長機とされる。特別攻撃術は「念動力」(アクシオン)、「戦術波動砲」として強力なエネルギー弾を発射する他、出力を調整して物体を掴むなど繊細な運用も可能。落地での最終決戦では竜胆の「神経加速」に対抗するため、鹵獲した七番式「蟻」の触覚の一部を移植。「知覚疑験」の能力を受信のみ再現する「蟻の触角」(蜻蛉による内部解析時の名称なのでこれが正式名称と思われる)として使用した。
金亀（こがね）
コガネムシを模した甲虫で、特機二号丸。烏帽子の使う機体。蜈蚣にも迫る巨体と異様に長い前肢が特徴。特別攻撃術は「物体透過（フレア）」で、この能力を応用して物質を透過し、地中を移動できる。伸縮する前肢を利用した近接格闘を得意とする。また、前翅の下に格納スペースを有している。
蛍（ほたる）
ホタルを模した甲虫で、特機三号丸。搭乗者は久留守。特別攻撃術は蛾の進化形たる「火焔操作・改(フロギストン・かい)」。焔の制御能力では蛾に劣るが、出力自体は大きく向上している。七巻では巴の協力の下、蛾の強化装備である高速巡航用ブースター「奔翅」を装備した。
天道（てんとう）
テントウムシを模した甲虫で、特機四号丸。搭乗者は日足。外装式の装甲を使った高速での体当たりを得意とする。特別攻撃術は「空間転移（ジョウント）」で、負荷は大きいが自分を含めた任意の物体をテレポートさせることができる。
鍬形（くわがた）
クワガタムシを模した甲虫で特機五号丸。搭乗者は朧、「最強の甲虫」と称される。反重翅を装備して飛行能力を持つ空戦型。特別攻撃術は、蜂の進化形である「電磁操作・深（エレキテル・しん）」、および「重力操作（グラビトン）」。両の鋏に荷電粒子砲を装備する他、飛行機能を持った子機「黒牙」を小型・中型・大型の各八機持つ。必殺技は重力波を纏わせた鋏を閉じることによって発動する重力結界「鬼鋏」。

#### 量産機
斑猫（はんみょう）
ハンミョウを模した量産型甲虫。武装は大顎と背部に搭載する各種火器（速射砲を始め、様々な装備を搭載した型が登場している）。
天牛（かみきり）
カミキリムシを模した量産型甲虫。全長約3m。両の触覚に高熱ブレードを装備した近接型。
郭公（かっこう）
カッコウムシを模した量産型空戦用甲虫。斑猫のものを流用した大顎と機関砲を搭載する。腹部には爆弾倉を持ち爆撃機としても運用可能。

### 自動兵器
機械兵（きかいへい）
人型のロボットの兵士。戦中は八洲、帝国共に機械兵を大量に配備したが、戦争の終結とともに指揮者が居なくなり、プログラムが暴走。破壊されなかった機械兵が戦後も都市の中を徘徊し、敵を求めて同士討ちや人間を攻撃するという滑稽な事態が起きている。帝国の機械兵は八洲のものより頭ひとつ大きい。
凶（まがら）
重要拠点に配備される拠点防衛型兵器。機械兵と異なり人型ではないが、後述の兇のような多脚戦車かどうかは不明。作中に登場した個体は大型機関砲二門を装備し、周辺に配備した固定機関砲も管制してみせた。
兇（まがつ）
小型の無人多脚戦車。戦後に作られた凶の改良型。作中では戦車の正面装甲を流用した大盾を備えるバリエーション機(７巻の落地突入部隊丙班所属機)が登場している。

### その他
嶽（がく）
黒塚部隊が保有する原子力潜水艦。元は八洲海軍が対帝国戦に向けて建造していたもの。
神鯨（しんげい）
黒塚部隊が本拠地とする空中移動要塞。鹵獲した「蟻」の「知覚疑験」を利用した中央管制システム「蟻塚」によって少人数での運用が可能。主砲である「重力圧縮砲」は未調整だが、「鍬形」の特攻術を使用して稼働できる。

## 既刊一覧
- 九岡望（著）・吟（イラスト）、アスキー・メディアワークス→KADOKAWA〈電撃文庫〉、全8巻
  - 『エスケヱプ・スピヰド』、2012年2月10日発売[8]、ISBN 978-4-04-886343-8
  - 『エスケヱプ・スピヰド 弐』、2012年6月10日発売[9]、ISBN 978-4-04-886655-2
  - 『エスケヱプ・スピヰド 参』、2012年12月10日発売[10]、ISBN 978-4-04-891208-2
  - 『エスケヱプ・スピヰド 四』、2013年6月7日発売[11]、ISBN 978-4-04-891744-5
  - 『エスケヱプ・スピヰド 伍』、2013年11月9日発売[12]、ISBN 978-4-04-866123-2
  - 『エスケヱプ・スピヰド 六』、2014年7月10日発売[13]、ISBN 978-4-04-866730-2
  - 『エスケヱプ・スピヰド 七』、2014年11月8日発売[14]、ISBN 978-4-04-869040-9
  - 『エスケヱプ・スピヰド 異譚集』、2015年4月10日発売[15]、ISBN 978-4-04-865072-4